# E6 (ånglok)
E6 var SJ:s littera på ånglok, vilka anskaffats av Stockholm-Västerås-Bergslagens Järnvägar (SWB) under åren 1912–1920, men kom i SJ:s ägo vid förstatligandet på 1940-talet.
Stockholm-Västerås-Bergslagens Järnvägar lät utveckla modellen, vilken kom att användas för malmtåg. SWB:s littera var M. I början av 1960-talet användes det för att dra soptåget Silverpilen.
E6-loken blev beredskapslok och skrotades i början av 1970-talet.